# Japan Aerospace Exploration Agency
Die Japan Aerospace Exploration Agency (JAXA; engl. für jap. 宇宙航空研究開発機構, Uchū Kōkū Kenkyū Kaihatsu Kikō, deutsch etwa „Organisation für Luftfahrt- und Weltraumforschung“; Übersetzung der englischen Übersetzung etwa „Japanische Weltraumerforschungsbehörde“) ist die japanische Raumfahrtbehörde. Rechtlich ist sie eine Selbstverwaltungskörperschaft (dokuritsu gyōsei hōjin, englisch Incorporated Administrative Agency, Independent Administrative Corporation oder Independent Administrative Institution) unter Aufsicht des Kultus- und Wissenschaftsministeriums (Ministerium für Bildung, Kultur, Sport, Wissenschaft und Technologie).
Ihr gesetzlich vorgegebener Zweck umfasst die Luft- und Raumfahrtforschung ursprünglich ausdrücklich zur friedlichen Nutzung. Sie entstand im Oktober 2003 aus ihrer Vorgängerorganisation National Space Development Agency (NASDA), dem National Aerospace Laboratory (NAL) und dem Institute of Space and Astronautical Science (ISAS).

## Organisation

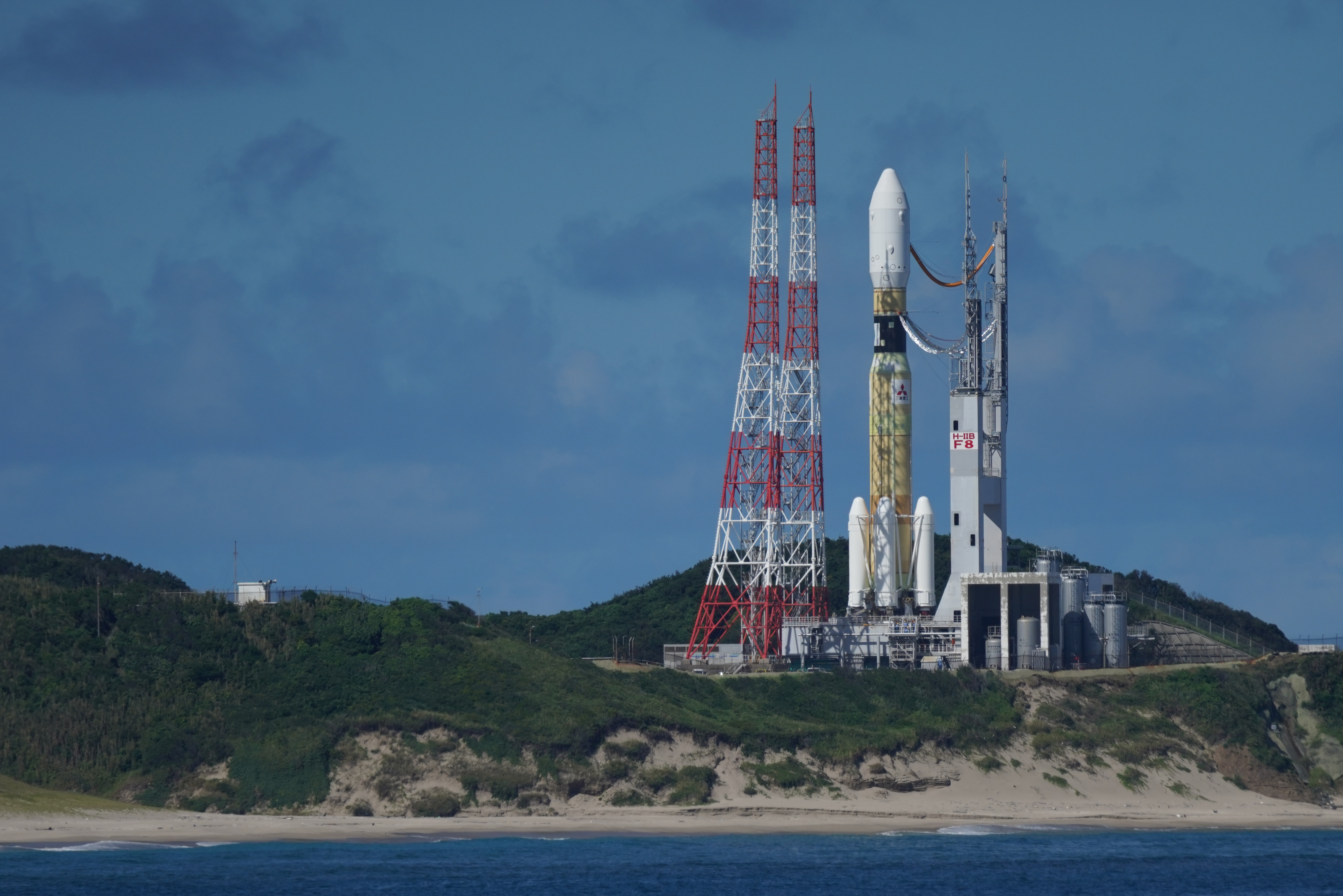
H-IIB-Trägerrakete, Tanegashima Space Center

Die JAXA besteht aus folgenden Organisationen:
- Space Technology Directorate I
- Space Technology Directorate II
- Human Spaceflight Technology Directorate
- Research and Development Directorate
- Aeronautical Technology Directorate
- Institute of Space and Astronautical Science (ISAS)
- Space Exploration Innovation Hub Center

Das Hauptquartier der JAXA liegt in Chōfu, Tokio. Weitere Einrichtungen sind
- Earth Observation Research Center (EORC), Tokio
- Earth Observation Center (EOC) in der Präfektur Saitama
- Noshiro Testing Center (NTC) in Noshiro, Präfektur Akita
- Sanriku Balloon Center (SBC)
- Kakuda Space Center (KSPC)
- Sagamihara Campus (ISAS)
- Tanegashima Space Center (TNSC) auf der Insel Tanegashima, Präfektur Kagoshima
- Tsukuba Space Center (TKSC) in Tsukuba, Präfektur Ibaraki
- Uchinoura Space Center (früher Kagoshima Space Center)
- Usuda Deep Space Center mit Misasa Deep Space Station in der Nähe von Usuda, in der Präfektur Nagano
- Masuda Tracking and Communications Station auf Tanegashima
- Katsuura Tracking and Communications Station in Katsuura, Präfektur Chiba
- Okinawa Tracking and Communications Station
- Ogasawara Downrange Station
- Taiki Aerospace Research Field

## Astronomiemissionen

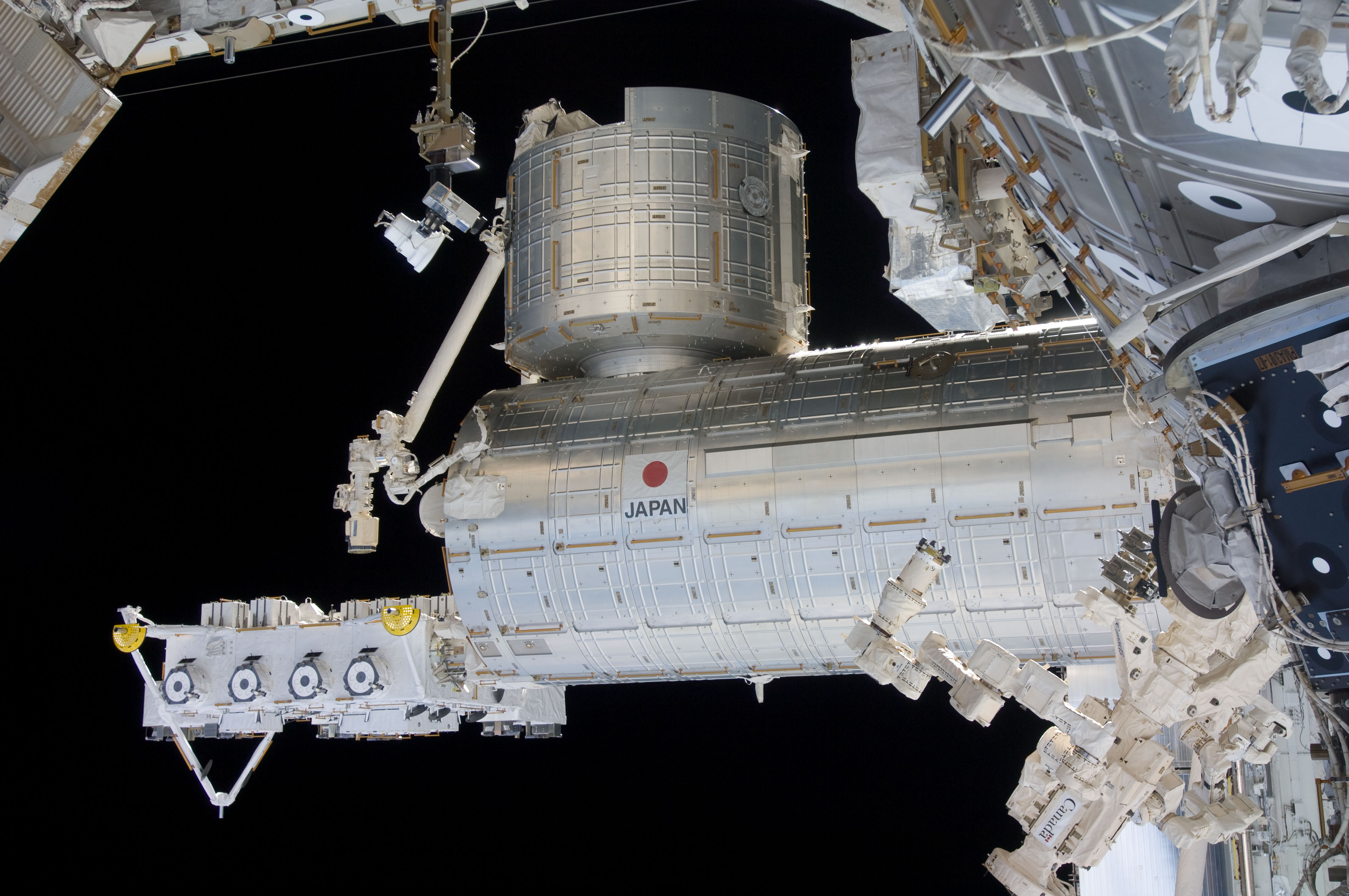
Kibō-Modul für die ISS

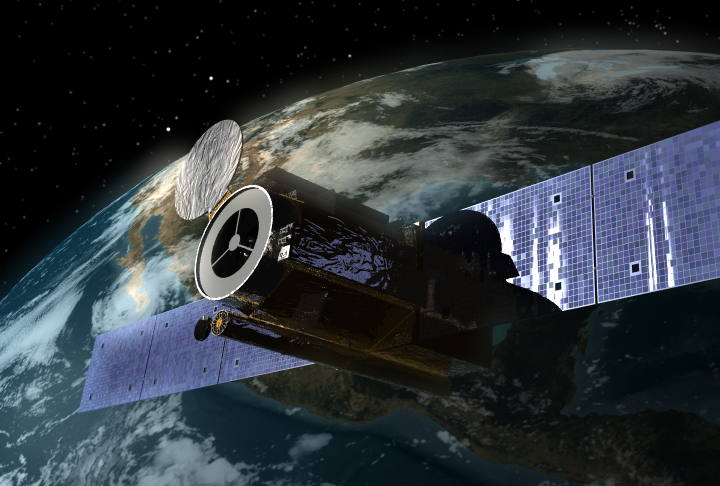
SOLAR-B

Eine der Kernaufgabe waren astronomische Missionen. Diese Aufgabe wird unter dem Mantel der JAXA weitergeführt. Die erste erfolgreiche Mission Japans war der Satellit Hakuchō (Corsa-B), der im Jahre 1979 gestartet wurde.

### Röntgenastronomie
Aufbauend auf Japans erster Astronomiemission Hakucho konnte das Land mit den Nachfolgemissionen Tenma, Ginga und Asca 20 jahrelang fast ununterbrochen Röntgenbeobachtungen durchführen. Diese Erfolgskette wurde jedoch mit dem Fehlstart der Astro-E Mission im Jahre 2000 unterbrochen.
Erst im Juli 2005 konnte JAXA mit der Astro-E2-Mission (Suzaku) die erfolgreiche Arbeit fortsetzen. Insofern war dieser Start für JAXA von zentraler Bedeutung.
Die japanische Röntgenastronomie fand ihre Fortsetzung in MAXI, einer externen Kamera für eine komplette Himmelsabtastung. MAXI wurde im April 2009 an das Modul Kibō der ISS angehängt. Die eigentliche Nachfolgemission für Suzaku, Astro-H (Hitomi), sollte im Sommer des Jahres 2013 gestartet werden, was dann jedoch auf den 17. Februar 2016 verschoben wurde. Am 26. März 2016 zerbrach der Satellit noch während der Inbetriebnahme im Orbit.

### Infrarotastronomie
Das erste japanische Weltraumteleskop für den infraroten Bereich war die 1995 gestartete, einmonatige IRTS-Mission als Teil des SFU-1-Satelliten. IRTS scannte ungefähr sieben Prozent des Himmels. Im Februar 2006 startete JAXA schließlich die ASTRO-F-Mission, ein 69-cm-Infrarotteleskop. Ein Ziel der JAXA ist es, die mechanischen Kühler soweit fortzuentwickeln, dass auf die Mitnahme von flüssigem Helium verzichtet werden kann.

### Sonnenbeobachtung
Im September 2006 wurde von Kagoshima die Hinode-Mission (Solar-B) als Nachfolgerin des Yohkoh-Satelliten (Solar-A) gestartet.

### Space VLBI
1997 startete das ISAS mit Halca eine Radioastronomiemission für VLBI-Beobachtungen. Diese Mission endete offiziell im Jahre 2005. Das Projekt für das als Nachfolge geplante Astro-G-Teleskop wurde 2011 eingestellt.

## Erdbeobachtung
Eine weitere Kernaufgabe von JAXA ist die Erdbeobachtung. Dies betrifft zum einen die direkte Beobachtung der Erdoberfläche, insbesondere zur Hilfe bei Naturkatastrophen, zum anderen die Beobachtung des Klimas.
Die ersten japanischen Erdbeobachtungssatelliten waren MOS-1a (Marine Observation Satellite, auch Momo-1a), gestartet am 16. Februar 1987, sowie MOS-1b (Start 7. Februar 1990). JERS-1 (Japanese Earth Resources Satellite, auch Fuyo) startete am 11. Februar 1992.
Im Februar 2006 startete Japan die ALOS-Erdbeobachtungsmission (Advanced Land Observing Satellit, auch: Daichi). Diese Missions steht auf Grund der verkürzten Lebensdauer des ADEOS II/Midori II-Satelliten (ADvanced Earth Observing Satellit) unter starken Druck. Die nächste Mission in diesem Bereich war GOSAT (Greenhouse Gases Observing Satellite), deren Start im Jahr 2009 stattfand.
Außerordentlich erfolgreich hingegen ist die TRMM-Mission (Tropical Rainfall Measuring Mission) in Zusammenarbeit mit der NASA. Allerdings ist der Status des Nachfolgers GPM (Global Precipitation Measurement) auf Grund von NASA-Budgetschwierigkeiten weiterhin unklar. In der Nachfolge von ADEOS II soll 2011 mit GCOM-W (Global Change Observation Mission-Water) der erste einer Serie von sechs neuen Erdbeobachtungssatelliten starten. Die EarthCARE-Mission, deren Start im Mai 2024 erfolgte, ist eine Kooperation von ESA und JAXA zur Messungen von Wolken, Aerosolen und Strahlung in der Atmosphäre.
Der Wettervorhersage für Japan dienen die Himawari-Satelliten.
Die JAXA ist Mitglied der Internationalen Charta für Weltraum und Naturkatastrophen.

## Andere JAXA-Missionen
- DRTS (Kodama): Data Relay Satellit seit 2002
- EXOS-D (Akebono): Aurora-Observation seit 1989
- Geotail: Beobachtung der Magnetosphäre seit 1992

## Interplanetare Missionen
Die ersten Raumsonden Japans war Sakigake und Suisei, die 1985 zum Kometen Halley starteten. Die experimentelle Technologiemission Hiten (Muses-A) war von 1990 bis 1993 am Erdmond aktiv. 1998 wurde die Marsmission Nozomi (Planet-B) gestartet, die 2003 jedoch scheiterte.
Für die Durchführung von interplanetaren Missionen steht JAXA ein 64- und ein 54-Meter-Teleskop in Usuda zur Verfügung. Weitere interplanetare Missionen sind die Venus-Sonde Akatsuki. Zusätzlich ist es das Ziel JAXAs, nach 2010 eine Sonnensegelmission zu dem Planeten Jupiter zu starten.

### Hayabusa

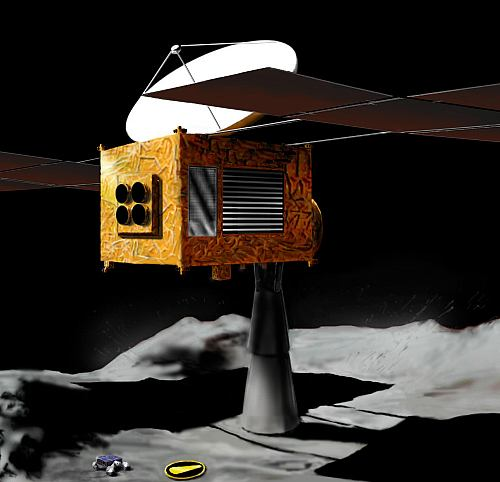
Ein Modell der Raumsonde Hayabusa beim Entnehmen von Bodenproben; auf der linken Bordseite sind die vier Düsen der Ionentriebwerke zu sehen.

Die im Mai 2003 gestartete Asteroidenmission Hayabusa (Muses-C) konnte ihr Flugziel, den Asteroiden (25143) Itokawa, im September 2005 erreichen und wissenschaftlich untersuchen. Hauptziel der Mission war, Staubpartikel von der Oberfläche des Asteroiden einzusammeln und zurück zur Erde zu transportieren. Am 13. Juni 2010 trat Hayabusa wieder in die Erdatmosphäre ein. Die Rückkehrkapsel landete planmäßig in Südaustralien, in ihr wurde eine Anzahl kleiner Partikel gefunden, die daraufhin weiter untersucht wurden. Im November 2010 wurde das Ergebnis der Untersuchung bekanntgegeben.

### Mondmissionen
Im September 2007 wurde der Mondorbiter Kaguya gestartet. Er umrundete den Mond, bis er am 11. Juli 2009 wegen Treibstoffmangels zum Absturz gebracht wurde. Darüber hinaus entwickelte JAXA Penetratoren, die mit der Sonde LUNAR-A eingesetzt werden sollten. Diese Mission wurde aber gestrichen.
Die JAXA plante im Jahre 2006 für 2015 ein ambitioniertes bemanntes Mondbasis-Projekt, das 2020 fertiggestellt werden sollte. Ab 2010 handelte es sich nur noch um ein unbemanntes Projekt, bei welchem humanoide Roboter (ähnliche Modelle wie die Robonauten der NASA) auf den Mond geschickt werden sollten, die bis 2020 eine unbemannte Roboter-Mondbasis nahe dem Südpol des Mondes errichten sollten. Die Roboter-Mondbasis sollte mit Solarenergie betrieben werden. Die Roboter hätten gemäß diesen Plänen je rund 330 Kilogramm wiegen sollen. Geplant waren humanoide Oberkörper mit Greifarmen, Seismographen, Gleiskettenfahrwerken und Solarmodulen an den Köpfen. Diese Roboter sollten von der Erde aus ferngesteuert werden, hätten jedoch eine eigenständige KI mit gewisser Autonomie besitzen und imstande sein sollen, sich selbst zu reparieren. Die Roboter sollten neben dem Basisbau auch Gesteinsproben sammeln, die mit Raketen zur Erde gekommen wären. Das Projekt war auf rund 2,2 Milliarden US-Dollar veranschlagt. Die Pläne wurden inzwischen aus Budgetgründen auf Eis gelegt und auf der Technologiesite Gizmodo ist „nur“ noch von einer unbemannten Sonde die Rede.

### BepiColombo
Jaxa ist maßgeblich an der Mission BepiColombo beteiligt in Kooperation mit ESA. Jaxa trägt mit einen eigenen Orbiter MIO bei, der vor allem in situ Plasma, Teilchen, Stahlung und Magnetfeld von Merkur und vom Sonnenwind erfasst, dazu kommt die Unterstzützung durch Bodenstationen zum Empfang der enormen Datenmengen dieser Mission. Die Mission startete nach ungefähr 10 Jahren Vorbereitung und vielen Tests im Jahr 2018. 2026 soll die Mission in eine Umlaufbahn um Merkur einschwenken und den regulären Wissenschaftsbetrieb aufnehmen. Die Mission soll dann für ein Jahr Daten sammeln mit der Option auf eine anschließende Verlängerung um ein weiteres Jahr.

## Kommunikations- und Navigationstechnologie

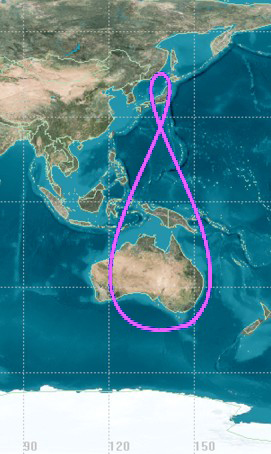
Orbit der QZSS-Satelliten

### OICETS
Im August 2005 startete Japan mit Hilfe einer russischen Dnepr-Trägerrakete von Baikonur aus die Kirari-Testmission zur Errichtung optischer Verbindungen zwischen Satelliten. Eine Verbindung mit der ESA-Sonde Artemis konnte im Dezember 2005 hergestellt werden.

### ETS-VIII und WINDS
JAXA startete im Dezember 2006 die ETS-VIII-Mission. Die Aufgabe von ETS-VIII ist es, mobile Kommunikation mit einem GEO-Satelliten zu ermöglichen. Der im Februar 2008 gestartete WINDS-Satellit soll schnellere Internetverbindungen innerhalb Japans ermöglichen.

### QZSS
Anders als Europa, China und Russland plant JAXA kein eigenes globales Navigationssystem. Ziel ist es vielmehr, die Erreichbarkeit des bestehenden GPS-Signals innerhalb Japans zu verbessern. Japan versucht dies zu erreichen, indem jeweils ein Satellit des Quasi-Zenit-Satelliten-Systems (QZSS) auf seiner Flugbahn genau über dem Zenit Japans positioniert ist.
Der Start des ersten Satelliten fand im September 2010 statt. Drei weitere wurden 2017 gestartet.

## Projekte (Auswahl)

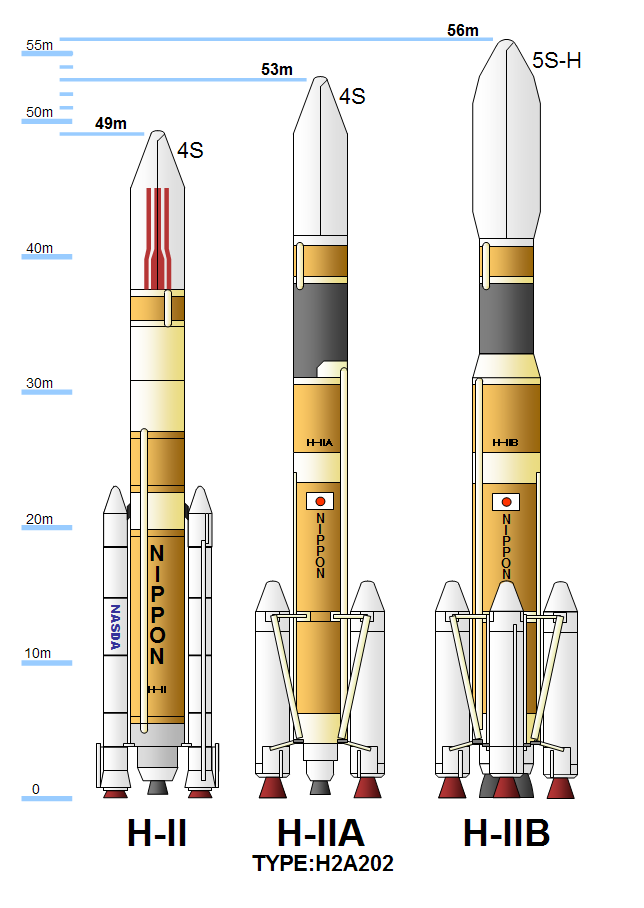
H-II, H-IIA und H-IIB

- Mu-Trägerraketen – nicht mehr in Benutzung
- H-II- und H-2II-Trägerraketen
- H3-Trägerraketen
- Marsorbiter Planet-B / Nozomi (gescheitert)
- Asteroidenmission mit Sample-Return MUSES-C/Hayabusa (am 13. Juni 2010 in die Erdatmosphäre eingetreten)
- Mondsonden SELENE/Kaguya (im Einsatz) und LUNAR-A (in Entwicklung)
- Modul Kibō für die Internationale Raumstation (das erste bemannte japanische Modul im All)
- Unbemannter Raumtransporter H-2 Transfer Vehicle, im Einsatz von 2009 bis 2020
- Überschallflugzeug (in Entwicklung)
- Hyperschall-Passagierflugzeug (in Entwicklung)[14]

## Vorgeschlagene Projekte
- NeXT, Röntgenteleskop
- SPICA, 3,5-Meter-Infrarotteleskop
- SELENE-2, Mondlander
- Marco Polo
- DESTINY PLUS, Mission zum Asteroiden (3200) Phaethon

## Satellitenmissionen

### Abgeschlossene Satellitenmissionen
| Betriebszeit      | Name    | Bemerkung |
| ----------------- | ------- | --- |
| 1971–1973         | SHINSEI | Beobachtungen der Ionosphäre, kosmischen Strahlung etc.                                                       |
| 1972              | DENPA   | Beobachtung von Plasmawellen                                                                                  |
| 1975–1980         | TAIYO   | |
| 1976–1983         | ISS     | Ionosphere Sounding Satellite                                                                                 |
| 1977–1981         | GMS     | Geostationary Meteorological Satellite                                                                        |
| 1981–1984         | GMS-2   | Geostationary Meteorological Satellite 2                                                                      |
| 1985–1986         | SUISEI  | Beobachtung des Halleyschen Komet                                                                             |
| 2016 (Fehlschlag) | ASTRO-H | Röntgenstrahlen-Astronomie – der Satellit zerbrach noch während der Inbetriebnahmephase im Orbit              |
| 2023 (Fehlschlag) | ALOS-3  | Advanced Land Observing Satellite-3 – der Satellit ging durch eine Fehlfunktion der ersten H3-Rakete verloren |

### Aktive Satellitenmissionen

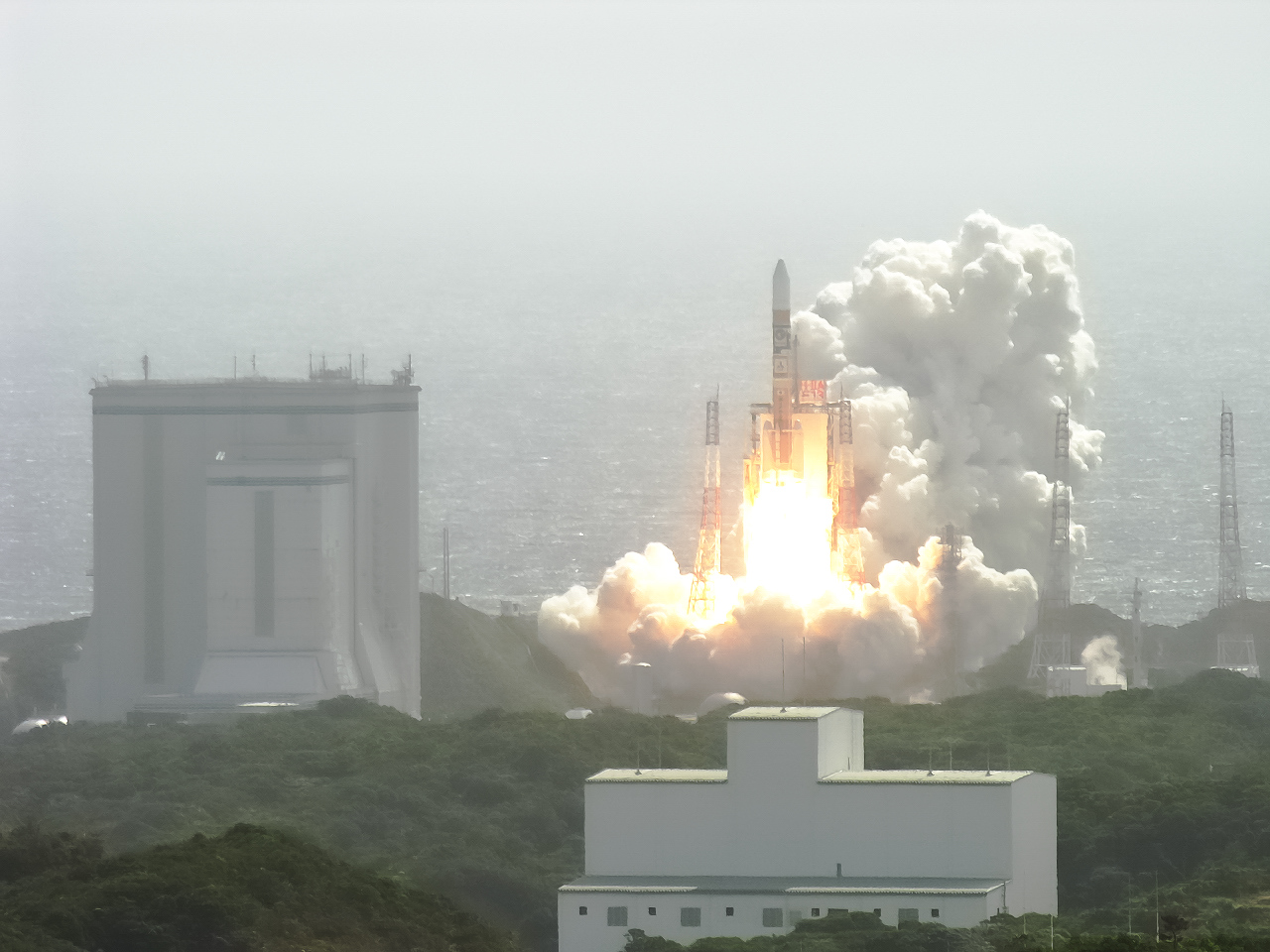
Start der Trägerrakete mit der Mondsonde Kaguya am 14. September 2007

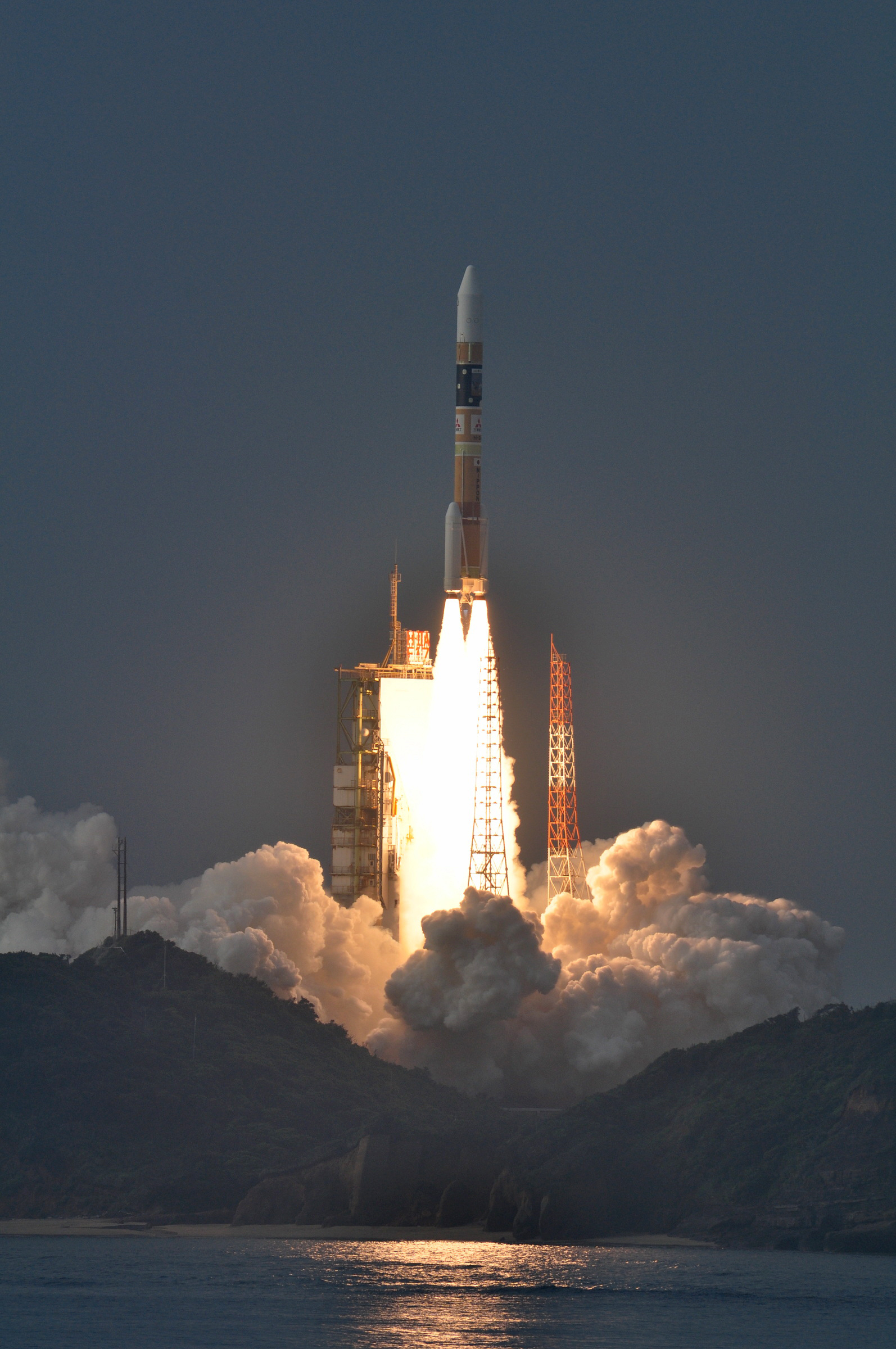
Start der Akatsuki-Sonde am 20. Mai 2010

| Startjahr | Name       | Bemerkung                                                                               |
| --------- | ---------- | --------------------------------------------------------------------------------------- |
| 1986      | EGS        | Experimental Geodetic Satellite, Geodätischer Testsatellit                              |
| 1989      | Akebono    | Aurorabeobachtung                                                                       |
| 1992      | GEOTAIL    | Magnetosphärebeobachtung gemeinsam mit der NASA                                         |
| 2002      | Kodama     | Kommunikationssatellit                                                                  |
| 2005      | Suzaku     | Röntgensatellit gemeinsam mit der NASA                                                  |
| 2005      | Reimei     | Technologieerprobung und Aurorabeobachtung                                              |
| 2006      | Daichi     | Erdbeobachtung                                                                          |
| 2006      | Akari      | Infrarotbeobachtung                                                                     |
| 2006      | Hinode     | Sonnenbeobachtung gemeinsam mit NASA und des BNSC                                       |
| 2006      | Kiku 8     | Erprobungssatellit für Kommunikationstechnologie, derzeit Japans schwerster Satellit    |
| 2007      | Kaguya     | Mondorbiter                                                                             |
| 2010      | IKAROS     | Interplanetary Kite-craft Accelerated by Radiation Of the Sun, experimentelle Raumsonde |
| 2010      | Akatsuki   | Venus-Orbiter                                                                           |
| 2014      | ALOS-2     | Erdbeobachtungssatellit (Advanced Land Observing Satellite)                             |
| 2016      | Hayabusa 2 | Asteroiden-Mission                                                                      |
| 2017      | GCOM-C     | Global Change Observation Mission – Climate                                             |
| 2018      | GOSAT 2    | Greenhouse Gases Observing Satellite 2, Mission zur Beobachtung von Treibhausgasen      |

### Geplante Satellitenmissionen
| Startjahr | Name      | Bemerkung                                                                                   |
| --------- | --------- | ------------------------------------------------------------------------------------------- |
| 2024      | EarthCARE | Earth Clouds, Aerosols and Radiation Explorer, Erdbeobachtungsmission gemeinsam mit der ESA |
|           | ALOS-4    | Advanced Land Observing Satellite-4                                                         |